# Joshua Bassett
Joshua Taylor Bassett, (Oceanside, California; 22 de diciembre de 2000), es un actor y cantante estadounidense.  Bassett hizo su debut en 2017 en la serie Lethal Weapon como Will, y se ha visto en otros shows como Game Shakers, Grey's Anatomy y Dirty John en roles muy pequeños y en hacer un papel recurrente en la serie original de Disney Channel Stuck in the Middle. Desde 2019, interpreta a Richard Bowen en la serie de Disney+ High School Musical: The Musical: The Series.

## Biografía
Bassett nació y se crio en Oceanside, California con sus padres Taylor y Laura y tiene cinco hermanas. Fue educado en casa.[cita requerida]
Su primera introducción al teatro musical fue a los 8 años, más de una década antes de interpretar a Ricky en High School Musical: The Musical: The Series, cuando estaba en una producción de teatro comunitario de High School Musical.
Bassett además de ser cantante, sabe tocar 6 instrumentos, entre ellos: el piano, la guitarra, el ukelele, la batería, el bajo y el saxofón.[cita requerida]

## Carrera
Su primer papel importante fue en 2018, cuando interpretó el papel recurrente de Aidan Peters en la serie de televisión de Disney Channel Stuck in the Middle. Fue elegido para su primer papel protagónico a los 17 años como Ricky Bowen, el protagonista masculino, en la serie de Disney+ High School Musical: The Musical: The Series. En 2020 se confirmó su aparición en la segunda temporada de High School Musical: The Musical: The Series, la cual se estrenó en mayo de 2021.
A principios de 2020, firmó con la compañía de talentos y entretenimiento United Talent Agency y un contrato de grabación con Warner Records. Junto a esto lanzó su primer sencillo, «Common Sense», en plataformas de música el 3 de abril de 2020 y «Anyone Else» el 16 de julio de 2020. 
Fue nominado a un Kids Choice Award, en la categoría «Actor de TV Masculino Favorito», está siendo su primera nominación en su carrera. Participó en el especial de Navidad de la serie High School Musical: The Musical: The Series llamado High School Musical: The Musical: The Series: The Holiday Special en Disney Plus, que contiene una canción original escrita por Joshua ("The Perfect Gift") que salió junto al resto del soundtrack el 20 de noviembre de 2020.
En enero de 2021 lanza un sencillo "Lie,lie,lie" y un poco más tarde, el 29 de enero lanza "Only matter of time". El 12 de marzo del 2021 lanza su primer ep y el videoclip official de "Telling myself" en el video el cual sale la actriz de Zombies 2 y el futuro estreno de Zombies 3 "Chandler Kinney". El 14 de mayo, finalmente, saca  su sencillo "Feel something".
Después de haber estado un tiempo ausente, Joshua lanza otro ep, el 3 de diciembre, compuesto por tres canciones, "Crisis" (de la cual ha decidido donar todas sus ganancias a organizaciones de salud mental), "Secret" y "Set Me Free", todas ellas con sus respectivos videoclips.
Se ha confirmado la participación de Joshua en "Better Nate Than Ever", una película de Disney dirigida por Tim Federle que tiene previsto estrenarse en la primavera de 2022.

## Vida personal
En diciembre de 2021, Bassett reveló que experimentó abuso sexual cuando era niño y adolescente.
En 2023, se hizo cristiano y fue bautizado en una iglesia evangélica, Iglesia Bethel.

## Filmografía

### Series de televisión
| Año       | Nombre                                                            | Papel                | Notas                                                    |
| --------- | ----------------------------------------------------------------- | -------------------- | -------------------------------------------------------- |
| 2017      | Lethal Weapon                                                     | Will                 | Episodio: «Flight Risk»                                  |
| 2018      | Game Shakers                                                      | Brock                | Episodio: «Babe & The Boys»                              |
| 2018      | Dirty John                                                        | John Joven           | Episodio: «Lord High Executioner»                        |
| 2018      | Stuck in the Middle                                               | Aidan Peters         | Rol recurrente, serie de TV Disney Channel (9 episodios) |
| 2019      | Grey's Anatomy                                                    | Linus                | Episodios: «Girlfriend in a Coma», «I Want a New Drug»   |
| 2019-2023 | High School Musical: The Musical: The Series                      | Ricky Bowen          | Rol principal, serie de TV Disney+                       |
| 2020      | High School Musical: The Musical: The Series: The Holiday Special | Ricky Bowen/Él mismo | Rol principal, especial de TV Disney+                    |

### Invitado
| Año  | Nombre                   | Notas                              |
| ---- | ------------------------ | ---------------------------------- |
| 2020 | Nickelodeon's Unfiltered | Episodio: «It's Raining Penguins!» |
| 2020 | Earth To Ned             | Episodio: «Ned: The Musical»       |

## Discografía

### Álbumes de estudio
| Título           | Detalles                                                                                              |
| ---------------- | --- |
| The Golden Years | - Lanzamiento: 26 de julio de 2024 - Formatos: CD, Descarga digital, streaming - Discográfica: Warner |

### Álbumes recopilatorios
| Título                                               | Detalles                                                                                                |
| ---------------------------------------------------- | --- |
| Best of High School Musical: The Musical: The Series | - Lanzamiento: 20 de agosto de 2021 - Discográfica: Walt Disney - Formatos: Descarga digital, streaming |

### Bandas Sonoras
| Título                                                                         | Detalles | Posiciones en Listas | Posiciones en Listas |
| Título                                                                         | Detalles | US                   | CAN                  |
| ------------------------------------------------------------------------------ | --- | -------------------- | -------------------- |
| High School Musical: The Musical: The Series: The Soundtrack                   | - Released: 10 de enero de 2020 - Discográfica: Walt Disney - Formatos: CD, descarga digital, streaming     | 31                   | 38                   |
| High School Musical: The Musical: The Holiday Special: The Soundtrack          | - Released: 20 de noviembre de 2020 - Discográfica: Walt Disney - Formatos: Descarga digital, streaming     | —                    | —                    |
| High School Musical: The Musical: The Series: The Soundtrack: Season 2         | - Lanzamiento: 30 de julio de 2021 - Discográfica: Walt Disney - Formatos: CD, descarga digital, streaming  | 58                   | 23                   |
| High School Musical: The Musical: The Series: The Soundtrack: Season 3         | - Lanzamiento: 16 de septiembre de 2022 - Discográfica: Walt Disney - Formatos: Descarga digital, streaming | —                    | —                    |
| High School Musical: The Musical: The Series: The Soundtrack: The Final Season | - Lanzamiento: 9 de agosto de 2023 - Discográfica: Walt Disney - Formatos: Descarga digital, streaming      | —                    | —                    |

### EPs
| Año  | Título |
| ---- | --- |
| 2021 | Joshua Bassett - Lanzamiento: 12 de marzo de 2021 - Discográfica: Warner Records - Formato: Descarga digital, streaming               |
| 2021 | Crisis/Secret/Set Me Free - Lanzamiento: 3 de diciembre de 2021 - Discográfica: Warner Records - Formato: Descarga digital, streaming |
| 2022 | Sad Songs in a Hotel Room - Lanzamiento: 23 de septiembre de 2022 - Discográfica: Warner - Formatos: Descarga digital, streaming      |
| 2022 | Different - Lanzamiento: 27 de octubre de 2022 - Discográfica: Warner - Formatos: Descarga digital, streaming                         |

## Sencillos

### Como artista Principal
| "Common Sense"                                                              | 2020 | —  | —  | —  | —  | Sin álbum                     |
| "Anyone Else"                                                               | 2020 | —  | —  | —  | —  | Sin álbum                     |
| "Lie Lie Lie"                                                               | 2021 | 25 | 44 | 11 | 98 | Joshua Bassett                |
| "Only a Matter of Time"                                                     | 2021 | —  | —  | —  | —  | Joshua Bassett                |
| "Telling Myself"                                                            | 2021 | —  | —  | —  | —  | Joshua Bassett                |
| "Feel Something"                                                            | 2021 | —  | —  | 39 | —  | Sin álbum                     |
| "Crisis"                                                                    | 2021 | —  | 96 | 17 | —  | Crisis / Secret / Set Me Free |
| "Secret"                                                                    | 2021 | —  | —  | 24 | —  | Crisis / Secret / Set Me Free |
| "Set Me Free"                                                               | 2021 | —  | 98 | 14 | —  | Crisis / Secret / Set Me Free |
| "Doppelgänger"                                                              | 2022 | —  | —  | 31 | —  | Sin álbum                     |
| "Smoke Slow"                                                                | 2022 | —  | —  | —  | —  | Sad Songs in a Hotel Room     |
| "Lifeline"                                                                  | 2022 | —  | —  | —  | —  | Sad Songs in a Hotel Room     |
| "Sad Songs in a Hotel Room"                                                 | 2022 | —  | —  | —  | —  | Sad Songs in a Hotel Room     |
| "Would You Love Me Now?"                                                    | 2022 | —  | —  | —  | —  | Different                     |
| "She Said He Said She Said"                                                 | 2022 | —  | —  | —  | —  | Different                     |
| "I'm Sorry"                                                                 | 2022 | —  | —  | —  | —  | Different                     |
| "Different"                                                                 | 2022 | —  | —  | —  | —  | Different                     |
| "Just Love"                                                                 | 2023 | —  | —  | —  | —  | Sin álbum                     |
| "The Golden Years"                                                          | 2024 | —  | —  | —  | —  | The Golden Years              |
| "Dancing with Tears in My Eyes"                                             | 2024 | —  | —  | —  | —  | The Golden Years              |
| "—" denota que el sencillo no se lanzó o no se posicionó en ese territorio. |      |    |    |    |    |                               |

### Sencillos Promocionales
| "I Think I Kinda, You Know" (con Olivia Rodrigo)                            | 2019 | —  | High School Musical: The Musical: The Series: The Soundtrack           |
| "Just for a Moment" (con Olivia Rodrigo)                                    | 2020 | 32 | High School Musical: The Musical: The Series: The Soundtrack           |
| "Even When/The Best Part" (con Olivia Rodrigo)                              | 2021 | 33 | High School Musical: The Musical: The Series: The Soundtrack: Season 2 |
| "The Perfect Gift"                                                          | 2021 | —  | High School Musical: The Musical: The Series: The Soundtrack: Season 2 |
| "Bet On It"                                                                 | 2021 | —  | High School Musical: The Musical: The Series: The Soundtrack: Season 2 |
| "Let You Go"                                                                | 2021 | 40 | High School Musical: The Musical: The Series: The Soundtrack: Season 2 |
| "In a Heartbeat" (Frankie A. Rodriguez con Joshua Bassett)                  | 2021 | —  | High School Musical: The Musical: The Series: The Soundtrack: Season 2 |
| "Finally Free"                                                              | 2022 | —  | High School Musical: The Musical: The Series: The Soundtrack: Season 3 |
| "—" denota que el sencillo no se lanzó o no se posicionó en ese territorio. |      |    |                                                                        |

### Cameos
| Título      | Año  | Otros artista(s) | Álbum           |
| ----------- | ---- | ---------------- | --------------- |
| "Evergreen" | 2019 | August Kamp      | 19: The Musical |

## Premios
| Premios y nominaciones | Premios y nominaciones | Premios y nominaciones         | Premios y nominaciones                       | Premios y nominaciones |
| Año                    | Premio                 | Categoría                      | Trabajo                                      | Resultado              |
| ---------------------- | ---------------------- | ------------------------------ | -------------------------------------------- | ---------------------- |
| 2020                   | Kids Choice Awards     | Actor de TV Masculino Favorito | High School Musical: The Musical: The Series | Nominado               |

| Premios y nominaciones | Premios y nominaciones | Premios y nominaciones         | Premios y nominaciones                       | Premios y nominaciones |
| Año                    | Premio                 | Categoría                      | Trabajo                                      | Resultado              |
| ---------------------- | ---------------------- | ------------------------------ | -------------------------------------------- | ---------------------- |
| 2022                   | Kids Choice Awards     | Actor de TV Masculino Favorito | High School Musical: The Musical: The Series | Ganador                |